# Blaisdelliana vanduzeei
Blaisdelliana vanduzeei is een keversoort uit de familie lieveheersbeestjes (Coccinellidae). De wetenschappelijke naam van de soort is voor het eerst geldig gepubliceerd in 1970 door Gordon.